# Погляд (фільм)
«Погляд» — радянський художній фільм 1988 року, знятий режисерами Сайдо Курбановим і Валерієм Ахадовим на кіностудії «Таджикфільм».

## Сюжет
Сімейна драма із трагічним фіналом. 
Причина конфлікту — тема національних відносин. 
Молодий герой Далер — наполовину таджик, наполовину, як вважає — росіянин. 
Його мати — карачаївка, яка випадково врятувалася від сталінського геноциду і приховує свою національність. 
Далер отримує паспорт і хоче записати у графі «національність» — «громадянин СРСР».

## У ролях
- Володимир Махкамов — Даніяр
- Галина Тменова — Гуля
- Алі Мухаммад — Брат
- Ірина Мельник — Лола
- Фархад Махмудов — роль другого плану
- Шухрат Іргашев — Валерій Набійович, вчитель
- Ато Мухамеджанов — батько Лоли
- Людмила Полякова — Вчителька
- Хабібулло Абдуразаков — роль другого плану
- Дарвон Юсупович — роль другого плану
- Галина Чигинська — Мати Лоли
- Айбарчин Бакірова — Барчіна
- Євген Козловський — роль другого плану
- Хашим Рахімов — Людина з ЦК ВЛКСМ
- Юнус Юсупов — роль другого плану

## Знімальна група
- Режисери — Сайдо Курбанов, Валерій Ахадов
- Сценаристи — Валерій Ахадов, Музаффар Маджидов, Леонід Махкамов
- Оператор — Олексій Найдьонов
- Композитор — Геннадій Александров
- Художник — Костянтин Аваков